# 新登川炭鉱
新登川炭鉱（しんのぼりかわたんこう）とは、北海道勇払郡穂別町長和（現むかわ町穂別長和）に存在していた炭鉱である。「新」がつかない登川炭鉱（北炭真谷地炭鉱の一部）は、行政界を越えた夕張市に存在しており、地理的にも離れた別鉱山である。

## 概要
炭鉱が存在していた長和地区は、明治年間より知られていたが交通、輸送手段がなく、本格的な採掘がはじまったのは第二次世界大戦後の1946年（昭和21年）からである。しかし開鉱からわずか数年で出炭量は減少し始め、1950年（昭和25年）には労使による経営協議会が設立。会社の存廃が議論されている中、1954年（昭和29年）4月に炭鉱所有の製材所から出火。炭鉱に不可欠な変電所や鉄工所も焼失した。さらに融雪期を迎えて坑内で出水が生じたこともあり出炭は停止。同年6月には閉山に至っている。

## 炭鉱周辺
長和地区の炭鉱集落は、現在の石勝線、東オサワ信号場近くの穂別川両岸に存在していた。炭鉱の開鉱と合わせて新登川小学校も開校している。炭鉱閉山後は、農業や豊かな森林資源を背景にした林業の拠点などとして集落は存続したが、穂別ダムが完成するころには水没地区の移転と合わせるように一気に過疎化が進んだ。石勝線や道東自動車道が開通したのは、その後である。現在も線路や高速道路から見える山腹に、石炭の運び出しに使った索道のコンクリート構造物が遺構として残る。